# سيلك سميثا
فيجايالاكشمي (بالإنجليزية: Vijayalakshmi) هي ممثلة هندية ولدت في يوم 2 ديسمبر 1960 في مدينة إيلورو في ولاية أندرا برديش في الهند، مثلت في أكثر من 450 فلم باللغات التاميلية والتيلوغوية والماليالامية والكنادية والهندية وبعد هذه الأعمال وجدت ميتة منتحرة في يوم 23 سبتمبر 1996 في تشيناي.

## روابط خارجية
- سيلك سميثا على موقع IMDb (الإنجليزية)
- سيلك سميثا على موقع ألو سيني (الفرنسية)
- سيلك سميثا على موقع قاعدة بيانات الفيلم (الإنجليزية)
- سيلك سميثا على موقع كينوبويسك (الروسية)